# Pentaphylloides mandshurica
Pentaphylloides mandshurica là loài thực vật có hoa trong họ Hoa hồng. Loài này được Soják mô tả khoa học đầu tiên.